# 納塔河
20°14′S 26°10′E / 20.233°S 26.167°E
納塔河是博茨瓦納的河流，位於該國東部與津巴布韋接壤的邊境，處於首都哈博羅內以北500公里，河道全長330公里，發源自馬卡迪卡迪鹽沼。